# سورفاغور
سورفاغور هي قرية تقع في جزيرة فاغار في جزر فارو، يبلغ عدد سكان القرية حوالي 1148 نسمة.